# Jacques Chabannes
Jacques Chabannes  (n. 13 octombrie 1900, Bordeaux, Franța – d. 16 iunie 1994, Issy-les-Moulineaux, Île-de-France, Franța) a fost un scriitor, scenarist și producător de televiziune francez.

## Lucrări

### Romane istorice (Fleuve noir)
- 1990 : Les Amants de Paris
- 1967 : Le Galant Ecorcheur
- 1962 : Monsieur de La Palice
  - 1962 : I L’Amant des reines
  - 1962 : II On ne meurt pas d’amour
- 1963 : Les Amants de la Saint Barthélémy
- 1965 : Les Assassins du Vert Galant
- 1966 : La Nuit de thermidor (jaquette de Gourdon)
- Monsieur de Florensac
  - 1967 : I Mon cœur au Canada
  - 1964 : II L’Évadé de la Bastille
  - 1966 : III La Nuit de Thermidor
  - 1969 : IV Le Bâton dans la giberne
- 1970 : Le Poison sous la crinoline
- 1971 : Printemps Rouge
- 1968 : La Guerre des loups

### Romane
- 1920 : Le Fard, Éditions Albin Michel
- 1923 : Les Défroqués, Éditions Albin Michel
- 1923 : Hors la loi, roman de mœurs parisiennes, Éditions Roman nouveau
- 1926 : Bob, Homme de 6 jours, Flammarion
- 1928 : Vedette américaine, Ferenczi(?)
- 1929 : Toute une histoire, Le Rouge et le Noir
- 1929 : Microbe, Nouvelle Société d’Édition
- 1930 : La Glorieuse Carrière de Simone Dolly, Le Rouge et le Noir
- 1934 : Orient Express
- 1946 : L’Autre Existence de Micheline Rosier, Janicot
- Les Quatre Vents du monde
  - 1959 : Tome I : Le Rendez-vous manqué, del Duca
  - 1975 : Tome II : Le Déjeuner de Paris, Plon
- 1956 : Prince Carolus, Hachette  (prix Scarron 1957)
- 1957 : Le Château des quatre veuves, del Duca
- 1960 : Le Bain de minuit, collection La Chouette
- 1961 : L’homme qui fait rire, Galic
- 1961 : Marie de l'Ile Tudy, nouvelle, Les œuvres libres

## Traduceri
Romane istorice
- În raniță, bastonul de mareșal, traducere de Andriana Fianu, Ed. Univers 1977
- Crinoline și otravă, traducere de Virginia Șerbănescu, Ed. Univers 1979
- Întâlnirea n-a mai avut loc, traducere de  Crișan Constantinescu, Ed. Univers 1980

## Legături externe
Jacques Chabannes la Internet Movie Database 

## Vezi și
- Catalogul colecției Romanului istoric (Editura Univers)